# Womit hab ich das verdient
Womit hab ich das verdient – pierwszy w karierze singiel niemieckiego rapera Baba Saad. Utwór został zamieszczony na jego debiutanckim albumie Das Leben ist Saad. Teledysk do tego utworu emitowano w nieistniejącej już niemieckiej stacji muzycznej VIVA Plus w paśmie "Get The Clip". Jest to pierwszy samodzielny utwór rapera, mimo że wśród producentów jest Bushido – jego kuzyn.